# Phyciodes pratensis
Espèce
Phyciodes pratensis est une espèce d'insectes lépidoptères (papillons) de la famille des Nymphalidae, de la sous-famille des Nymphalinae et du genre Phyciodes.

## Dénomination
Phyciodes pratensis a été nommé en 1863 par l'entomologiste américain Hans Hermann Behr (1818-1904).
Pour certains auteurs c'est une espèce à part entière, pour d'autres auteurs c'est Phyciodes pulchera pratensis, une sous-espèce de Phyciodes pulchella (Boisduval,1852),

### Noms vernaculaires
Phyciodes pratensisa se nomme Field Crescentspot en anglais.

## Description
Phyciodes pratensis est un papillon de couleur noire à lignes de damiers orange. Sur le dessus les ailes antérieures présentent une large bordure marron puis entre des lignes marron à noir, une ligne de damier rouge orangé et une ligne de damiers jaune orangé. Les ailes postérieures présentent une ligne submarginale de fins chevrons orange dans la bordure marron et une ligne de points marron dans des taches rouge orangé puis une ligne de damiers jaune orangé.
Le revers est plus clair, avec des antérieures à damiers jaunes et orangés et peu de marron et des postérieures avec des limites discrètes formant des damiers ocre clair et sable.
Son envergure est comprise entre 25 et 45 mm.

### Chenille
La chenille de couleur noire est ornée d'épines à base orange.

## Biologie

### Période de vol et hivernation
Phyciodes pratensis vole en une seule génération de mai à août dans les montagnes du nord de son aire, deux générations entre mai et septembre en plaine, trois à quatre entre avril et octobre en Californie,.
Il hiverne au stade de chenille.

### Plantes hôtes
Les plantes hôtes des chenilles sont des asters.

## Écologie et distribution
Il est présent dans tout l'ouest de l'Amérique du Nord, du centre de l'Alaska et de l'ouest du Canada en Colombie-Britannique à tout l'ouest des USA  jusqu'au sud de la Californie, de l'Arizona et du Nouveau-Mexique.

### Biotope
Il réside dans les clairières, les champs, sur les bords des routes.

### Protection
Pas de statut de protection particulier.